# Walther Dobbertin

Walther Dobbertin (1882–1961)

Walther Alexander Dobbertin (* 28. August 1882 in Berlin; † 12. Januar 1961 in Jesteburg-Wiedenhof) war ein deutscher Fotograf und Verleger, der hauptsächlich in der ehemaligen Kolonie Deutsch-Ostafrika, im Gebiet des heutigen Tansania, tätig war. Sein fotografisches Werk, das aus Hunderten von Schwarz-Weiß-Aufnahmen besteht, bietet eine umfassende Darstellung der politischen, sozialen, wirtschaftlichen und militärischen Aspekte der Kolonie. Seine Motive reichen von Landschaften und Wildtieren bis hin zu Porträts von Einheimischen und deutschen Siedlern. Vor allem dokumentierte er die Aktivitäten der deutschen Schutztruppe und in den Anfangsjahren des Ersten Weltkriegs in Ostafrika.

## Leben und Wirken
Dobbertin wurde als Kind einer Berliner Handwerkerfamilie geboren. Seine Vorfahren stammten aus Mecklenburg, wo sich auch das Kloster Dobbertin befindet. In Rostock durchlief er eine Fotografenlehre und besuchte Malkurse.
1903 wanderte Walther Dobbertin nach Deutsch-Ostafrika (DOA) aus. Nach seiner Ankunft arbeitete er für einige Jahre im Fotostudio von Carl Vincenti in Daressalam. 1907 kam es zwischen Vincenti und Dobbertin zu einem heftigen Streit, der auch vor Gericht ausgetragen wurde. Vincenti warf Dobbertin vor, fotografisches Material gestohlen bzw. unterschlagen zu haben. Dobbertin wurde daraufhin zu einer Gefängnisstrafe von drei Tagen und Übernahme der Gerichtskosten verurteilt.
Nachdem Dobbertin sich anschließend selbstständig gemacht hatte, gründete er in Daressalam, Tanga und Moshi Buch- und Kunsthandlungen. Er entwickelte sich in den folgenden Jahren zu einem der bedeutendsten Fotografen Deutsch-Ostafrikas. Nach dem Ausbruch des Ersten Weltkrieges war er der einzige Fotograf, der die Geschehnisse in der umkämpften Kolonie auf deutscher Seite dokumentierte.
1916 geriet Dobbertin als Mitglied der deutschen Schutztruppe in englische Gefangenschaft. Bei Kriegsende wurden die Deutschen aus Ostafrika ausgewiesen und enteignet. Der Frau Dobbertins, Alwine, gelang es aber, die fotografischen Platten ihres Mannes außer Landes zu schmuggeln. Nach seiner Entlassung aus der Gefangenschaft kehrte Dobbertin nach Deutschland zurück und zog nach Wiedenhof, heute ein Ortsteil von Jesteburg, südlich von Hamburg. Dort eröffnete er erneut eine Buchhandlung.
1932 veröffentlichte Dobbertin unter dem Titel Die Soldaten Lettow-Vorbecks. Ein Buch vom deutschen Wehrwillen und deutscher Waffenehre im Selbstverlag eine Sammlung verherrlichender Soldatenporträts aus der deutsch-ostafrikanischen Kolonialzeit. Neben 120 Kupfertiefdrucken seiner Aufnahmen in DOA enthält die englische Übersetzung von 2005 ein Nachwort über Dobbertins Leben. In der Zeit des Nationalsozialismus war Dobbertin Mitglied der SA und Kreisleiter des Reichskolonialbundes. Wegen dieser Tätigkeiten wurde ihm 1945 von der britischen Besatzungsbehörde die Lizenz zum Betrieb seines Geschäftes entzogen. Nachdem er die Erlaubnis zurückerhalten hatte, betrieb er die Buchhandlung bis 1960. Kurz vor einer geplanten Reise nach Afrika, der ersten nach seiner Rückkehr im Jahre 1920, starb Dobbertin am 12. Januar 1961.
Nach seinem Tod verkaufte Dobbertins Witwe seine persönlichen Dokumente, Fotoplatten und Fotos an das Bundesarchiv, wo sie archiviert wurden.

## Dobbertins fotografisches Werk

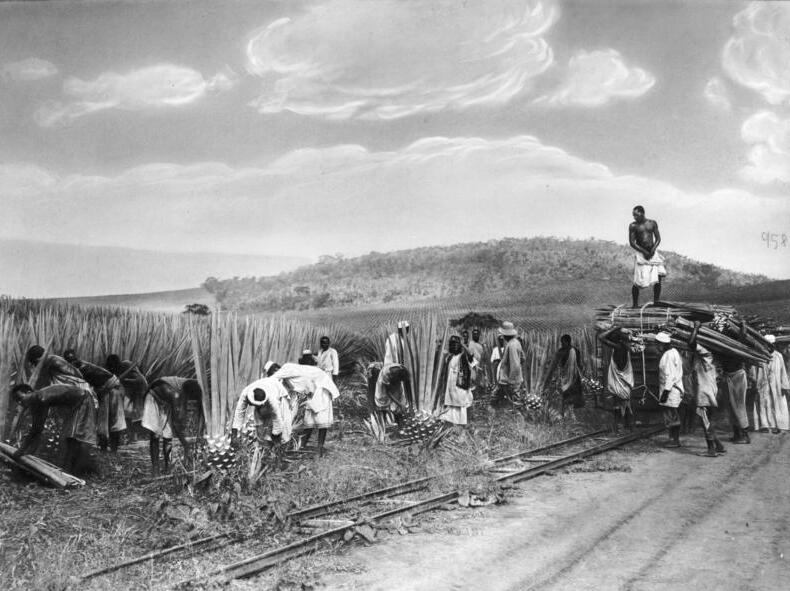
Sisalernte in DOA

Dobbertins Fotografien des kolonialen Lebens in Deutsch-Ostafrika umfassen Hunderte von Bildern politischer, sozialer, wirtschaftlicher und militärischer Ereignisse, darunter auch Aufnahmen von Großwildjagd und Wildtieren, Naturlandschaften und dem Bau von Eisenbahnen. Seine Fotografien von Afrikanern zeigen die einheimische Bevölkerung und ihr Alltagsleben unter der Kolonialherrschaft. Dazu gehören Bilder von Askari-Soldaten der deutschen Schutztruppe ebenso wie anderer Bewohner der Kolonie, wie beispielsweise Inder und Swahilis. Andere Bilder zeigen das Leben auf dem Land, darunter Afrikaner, die auf einer Sisalplantage arbeiten oder Kinder am Ufer eines Flusses, die Einbäume zu Wasser lassen und fischen.

## Werke
Eigene Bücher und Fotoillustrationen
- Landschaftsbilder aus Deutsch-Ost-Afrika. Daressalaam: Kunstverlag Walther Dobbertin, 1910. OCLC number 838068870.
- Bilder aus dem Negerleben. Daressalaam: Kunstverlag Walther Dobbertin, 1910. OCLC number 838068839.

- Die Soldaten Lettow-Vorbecks. Ein Buch vom deutschen Wehrwillen und deutscher Waffenehre. 120 künstlerische Kupfertiefdrucke nach Aufnahmen aus dem Weltkriege in Deutsch-Ostafrika / hrsg. von Walther Dobbertin, Wiedenhof-Buchholz. 1932. (Nachdruck Jerxheim: Jericksen Historischer Verlag, 2019, ISBN 978-3-96569-013-4). Englische Ausgabe: Lettow-Vorbeck's Soldiers. A Book of German Fighting Spirit and Military Honor. Battery Press, Rockford, Ill., Nashville, 2005, ISBN 978-0-89839-3-408.
- Hermann Löns, Grün ist die Heide. Eine Auswahl von 25 der besten Novellen, Jagd-, Tier- und Naturschilderungen. Mit 112 Lichtbildern aus dem gleichnamigen Film und nach Aufnahmen von Walther Dobbertin, Hannover 1932.
- Alfred Funke, Schwarz-Weiß-Rot über Ostafrika. Roman. Mit 126 Lichtbildern von Walther Dobbertin, Hannover 1933.

## Galerie

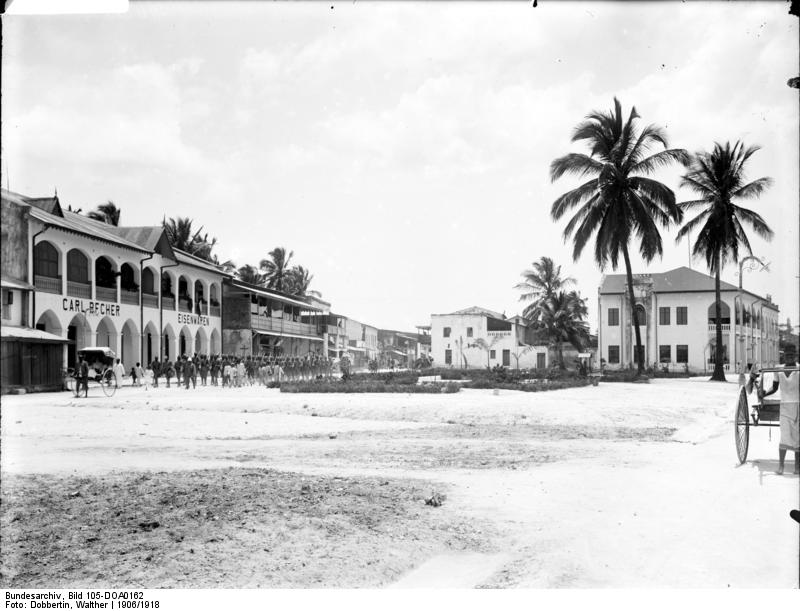
Straßenbild in Daressalam
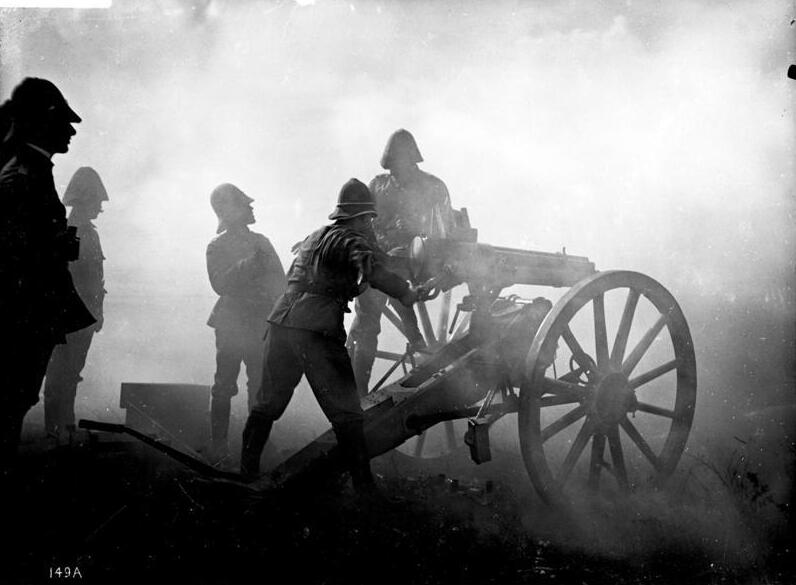
Schutztruppe mit Revolverkanone
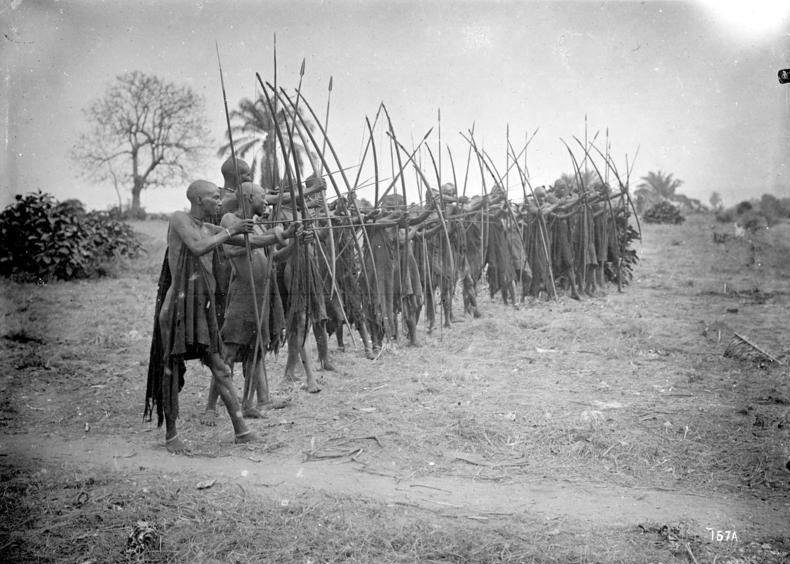
Bogenschützen in Ruanda-Urundi
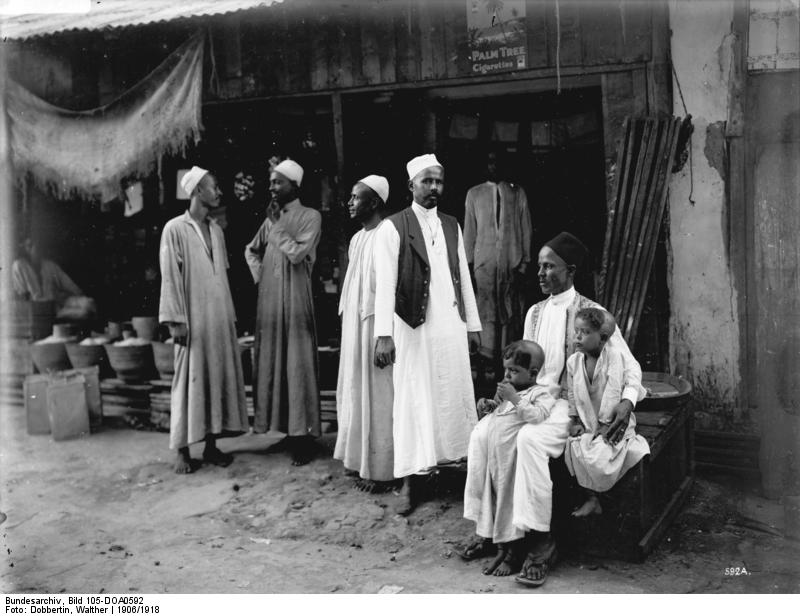
Gruppe von Indern und Swahilis

## Rezeption

### Fotos als visuelle Dokumente für historische Studien
Neben schriftlichen Quellen und  künstlerischen Abbildungen aus der Zeit vor der Verbreitung der Fotografie im 19. Jahrhundert dienen Fotografien aus dem kolonialen Afrika als Dokumente für die Erforschung der Geschichte des Landes und seiner Bewohner. In der akademischen Wissenschaft beschäftigen sich Disziplinen wie visuelle Anthropologie, Kulturwissenschaft sowie die Geschichte der Fotografie mit solchen Fotografien. Die Kulturanthropologin Christraud M. Geary hat darauf hingewiesen, dass ihre Bedeutungen vielfältig sind und auf offene Weise interpretiert werden können. Als historische Dokumente zeugen sie von Kolonialherrschaft und den Lebensbedingungen der einheimischen Bevölkerung.
Ab Ende des 19. Jahrhunderts wurden Fotografien und Bildpostkarten bei Besuchern und Bewohnern europäischer Kolonien in Afrika und anderswo immer beliebter. Durch technische Verbesserung und relativ billige Postdienste schufen vor allem Postkarten, aber auch Abbildungen in Büchern und Zeitschriften neue Kommunikationsformen und dienten dabei vor allem kommerziellen und politischen Interessen. Damals wie heute haben diese Bilder das Bild wichtiger historischer Veränderungen im Leben der Afrikaner geprägt.
Im Vergleich zu dokumentarischen Fotografien, die von Kolonialoffizieren und Wissenschaftlern aufgenommen wurden, wurden weniger authentische Bilder von Afrika und seinen Völkern oft von kommerziellen Fotografen erstellt, die am schnell wachsenden Markt für Fotos und Postkarten aus Afrika beteiligt waren. Kommerzielle Fotostudios wie Dobbertins produzierten ansprechende und verkaufsfördernde Fotos, indem sie die Porträtierten in bestimmten Posen und oft mit „typischer“ Kleidung und Schmuck sorgfältig inszenierten. Ihre manipulierten Porträts trugen so zur Stereotypisierung von Afrika und der Afrikaner bei. Im Rahmen postkolonialer Studien werden solche Darstellungen mit dem Begriff „Kolonialer Blick“ bezeichnet.

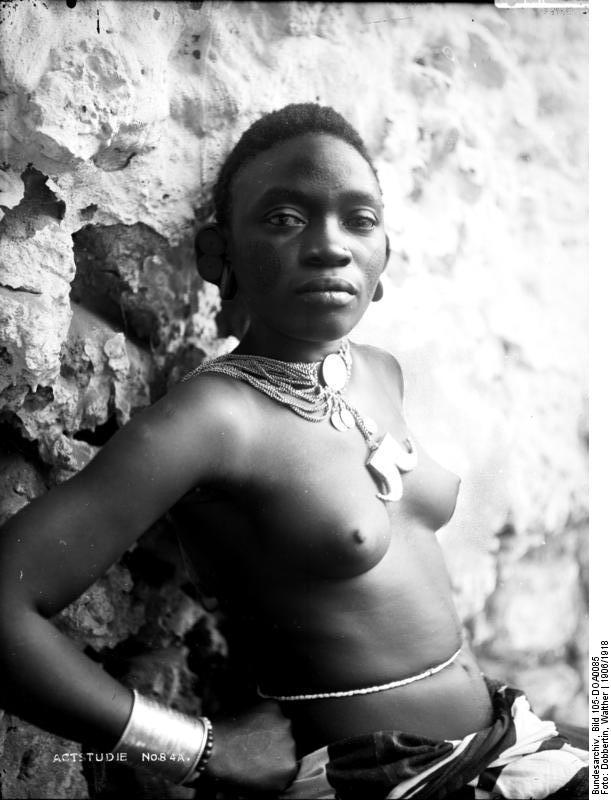
Junge Afrikanerin

### Publikationen zu Dobbertins Fotografien
So diskutierte die Kunsthistorikerin für afrikanische Kunst Prita Meier in ihrer Studie, wie Frauen auf historischen Fotografien der Swahiliküste dargestellt wurde, Dobbertins Bild von 1906 von einer „einheimischen Frau mit Schmuck, Siedler und Junge“ als inszeniertes Beispiel für „die Privilegien, die weiße Männer in Afrika genießen.“ Andere „exotische“ Fotografien von Dobbertin, die teilweise nackte afrikanische Frauen abbilden, sind Beispiele für die visuelle Darstellung von Afrikanerinnen durch Kolonialfotografen.
In Zeitschriften, Büchern und Studien über Deutsch-Ostafrika wurden Dobbertins Fotografien als historische Dokumente verwendet. So veröffentlichten deutsche Nachrichtenmedien wie Der Spiegel und die Deutsche Welle Dobbertins Bilder, um militärische Ausbildung, Zwangsarbeit und andere Ereignisse zu dokumentieren, die durch deutsche und andere Kolonialmächte im Ersten Weltkrieg begangen wurden. Diese Bilder dienten auch als visuelle Dokumente für die „weitgehend vergessenen Opfer.“
2014/15 nutzte ein Forschungsteam der Utah State University 32 von Dobbertins Fotografien aus den Usambara-Bergen als Ausgangspunkt für Diskussionen in der Gemeinde und historische Untersuchungen. Die Forscher führten mündliche Befragungen durch und verglichen frühere und neu aufgenommene Fotografien derselben Orte, um die Veränderungen in der Umwelt und Kultur der Region zu untersuchen. In einer anderen Studie desselben Autors wurden Dobbertins Landschaftsfotografien der evangelisch-lutherischen Missionsstation Mlalo sowie eines Trappistenklosters und einer Siedlerfarm untersucht. Diese Art der Fotobefragung ergab Aufschlüsse über die kolonialen Veränderungen der natürlichen Umwelt und die lang anhaltenden ökologischen Folgen.

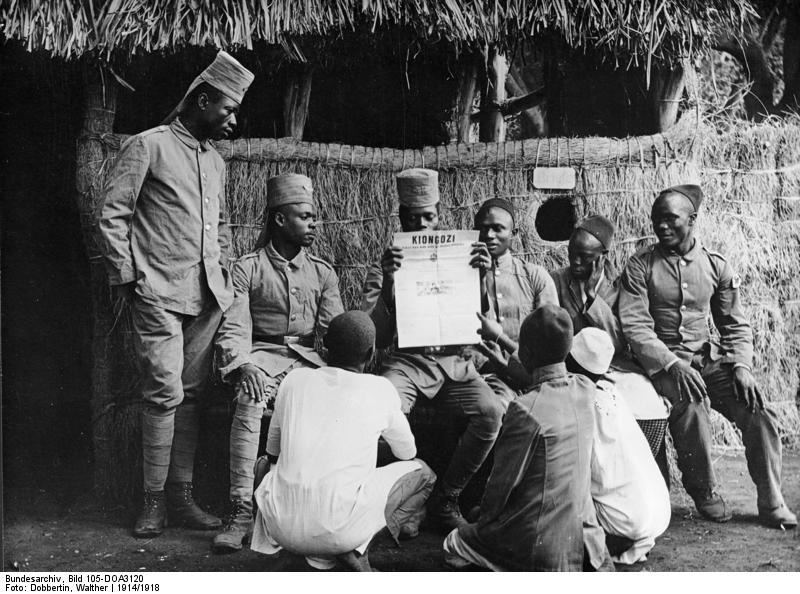
Askari bei der Zeitungslektüre

In einem wissenschaftlichen Artikel aus dem Jahr 2021 über die Rolle der von der Kolonialverwaltung herausgegebenen Suaheli-Zeitung Kiongozi wurde ein Foto von Dobbertin als Nachweis dafür herangezogen, wie der Kolonialstaat diese Publikation zur Verbreitung von Informationen an seine einheimischen Untertanen einsetzte.

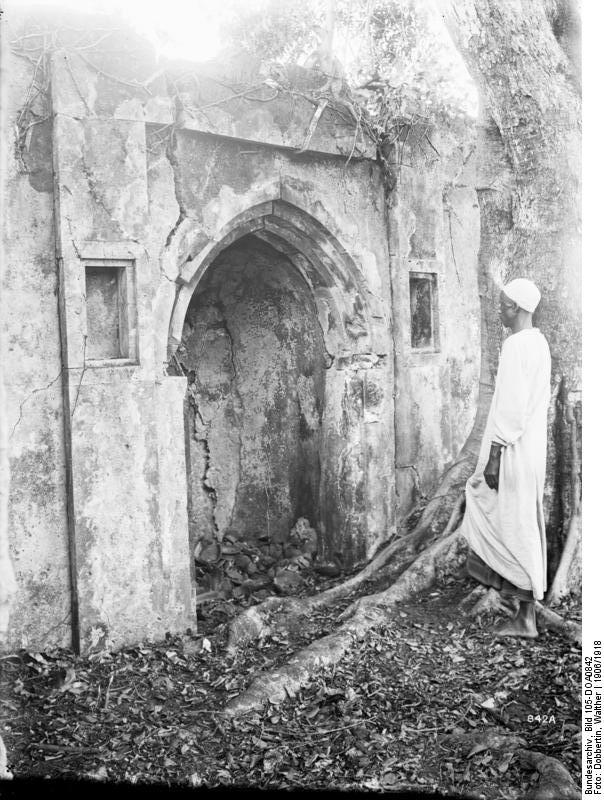
Muslim in Kanzu vor einer Moschee-Ruine

In einem Artikel, der 2022 vom Institut für Afrikastudien der Russischen Akademie der Wissenschaften veröffentlicht wurde, analysierte die Historikerin Anastasia A. Banshchikova die Darstellung von Menschen, Militärstationen, Denkmälern und Straßen im europäischen Stil sowohl in anonymen Ansichtskarten als auch in Dobbertins Fotografien von Bagamoyo, der ersten Hauptstadt der deutschen Kolonie. Die Autorin stellte fest, dass afrikanische Muslime und islamische Gebäude wie Moscheen nur selten auf kolonialen Postkarten abgebildet wurden, die eher deutsche koloniale Errungenschaften und Infrastruktur repräsentierten. Im Gegensatz dazu zeigen Dobbertins Fotografien auch die lokale muslimische Kultur, wie Moscheen und Muslime in typischer Kleidung wie Kanzu und Kofia.
In ihrem 2023 erschienenen Buch über die (Wieder-)Aneignung historischer Fotografien im heutigen Tansania berichtet die Historikerin Eliane Kurmann, dass sie Dobbertins Fotografien und Postkarten von Landschaften und Menschen, der kolonialen Infrastruktur und dem Ersten Weltkrieg in ganz Tansania gefunden hatte. Sie werden in Museen ausgestellt, um einen Einblick in die deutsche Kolonialzeit zu geben, und illustrieren Schul- und Geschichtsbücher sowie Websites. Wie Kurmann feststellte, führte Charles Kayoka, ein tansanischer Medienwissenschaftler und Fotograf, ein sogenanntes Re-Picturing-Projekt durch, um die Veränderungen der von Dobbertin fotografierten Orte zu veranschaulichen, indem er dieselben Szenen und Motive 100 Jahre später fotografierte und diese historischen und zeitgenössischen Bilder einander gegenüberstellte. 2014 wurden diese Arbeiten im deutschen Kulturzentrum Goethe-Institut in Daressalaam ausgestellt.

### Dobbertins Fotografien in öffentlichen Sammlungen
In Deutschland befinden sich Fotografien und Postkarten von Dobbertin in den Sammlungen des Bundesarchivs. Im Jahr 2014 wurden fast 1000 Fotografien von Dobbertin durch das Bundesarchiv auf Wikimedia Commons veröffentlicht. Das Nationalmuseum von Tansania besitzt eine Sammlung von 107 Negativen auf fotografischen Glasplatten. Im Vereinigten Königreich hält die Cambridge University Library eine Sammlung von Postkarten mit Szenen aus Deutsch-Ostafrika von Walther Dobbertin und Carl Vincenti.
In den Vereinigten Staaten existieren Sammlungen von Dobbertins Fotografien in der Bibliothek der Yale University und in der Northwestern University.  Neben anderen Fotografien enthält die Sammlung an der Northwestern University ein Album mit Originalabzügen und Postkarten mit dem Titel "Deutschostafrikanische Bilder", die zwischen 1900 und 1910 veröffentlicht wurden. Diese Sammlung dokumentiert die Veränderungen des europäischen Lebens und der Natur in Ostafrika. Die Fotos zeigen insbesondere den Bau von Eisenbahnen, das Wachstum der Städte und die deutsche Kolonialverwaltung. Schließlich wird auf der Webseite auf den kulturellen Kontext der Zeit und des Ortes hingewiesen, an dem die Bilder entstanden sind, und hinzugefügt, dass diese historischen Quellen „auch Materialien enthalten, die anstößige Bilder oder eine Sprache enthalten können, die das Wesen des europäischen Kolonialismus in Afrika widerspiegelt.“